# Emile de Ruelle
Emile de Ruelle (wym. [eɪˈmil di ˌruˈɛl]; ur. 24 grudnia 1880 w Saint Louis, zm. 14 września 1948 w Los Angeles) – amerykański montażysta filmowy i asystent reżysera, znany m.in. z pracy w brytyjskim przemyśle filmowym. Współpracował z takimi reżyserami jak Alfred Hitchcock i E.A. Dupont.

## Filmografia
Opracowano na podstawie materiału źródłowego:

- 1923: The Drivin’ Fool (asystent reżysera)
- 1926: Sunny Side Up (asystent reżysera)
- 1926: Young April (kierownik produkcji)
- 1926: Man Bait (asystent reżysera)
- 1927: Vanity (asystent reżysera)
- 1927: The Fighting Eagle (asystent reżysera)
- 1927: Dress Parade (asystent reżysera)
- 1928: A Ship Comes In (asystent reżysera)
- 1928: Stand and Deliver (asystent reżysera)
- 1928: The Cop (asystent reżysera)
- 1928: Paradise (montaż)
- 1928: Widecombe Fair (montaż)
- 1929: Emerald of the East (montaż)
- 1929: Człowiek z wyspy (montaż)
- 1929: A Romance of Seville (montaż)
- 1929: Szantaż (montaż)
- 1929: The Vagabond Queen (montaż)
- 1929: Under the Greenwood Tree (montaż)
- 1929: Informator (montaż)
- 1929: Atlantic (montaż)
- 1929: Weekend Wives (montaż)
- 1929: Alf’s Carpet (montaż)
- 1930: The Flame of Love (nadzór montażu)
- 1930: Loose Ends (nadzór montażu)
- 1930: Juno i Paw (montaż)
- 1930: Young Woodley (montaż)
- 1930: Suspense (nadzór montażu)
- 1930: Two Worlds (montaż)
- 1930: Morderstwo (nadzór montażu)
- 1930: Children of Chance (nadzór montażu)
- 1930: Almost a Honeymoon (montaż)
- 1930: The Middle Watch (montaż)
- 1930: Elstree Calling (nadzór montażu)
- 1930: The Black Hand Gang (nadzór montażu)
- 1930: Why Sailors Leave Home (nadzór montażu)
- 1930: The Yellow Mask (nadzór montażu)
- 1930: Night Birds (nadzór montażu)
- 1933: L’indésirable (reżyser)
- 1935: 18 Minutes (montaż)
- 1936: Ostatni Mohikanin (kierownik produkcji; niewym. w czołówce)
- 1938: The Headleys at Home (kierownik produkcji)